# Hirtshals
Hirtshals – miasto portowe w północno-zachodniej Danii, w regionie Jutlandia Północna, na Nørrejyske Ø.
Do roku 2007 miasto było siedzibą gminy Hirtshals. Od roku 2007 Hirtshals leży w nowej gminie Hjørring.

## Transport
- terminal promowy (połączenia do Seyðisfjörður na Islandii i Thorshavn w archipelagu Wysp Owczych obsługiwane przez Smyril Line oraz do Kristiansand w Norwegii obsługiwane przez Color Line)
- lokalna kolejka Hjørring – Hirsthals (Nordjyske Jernbaner)
- międzymiastowe autobusy
- port jachtowy
- E39 (trasa europejska) – autostrada Hirtshalsmotorvejen

## Atrakcje turystyczne

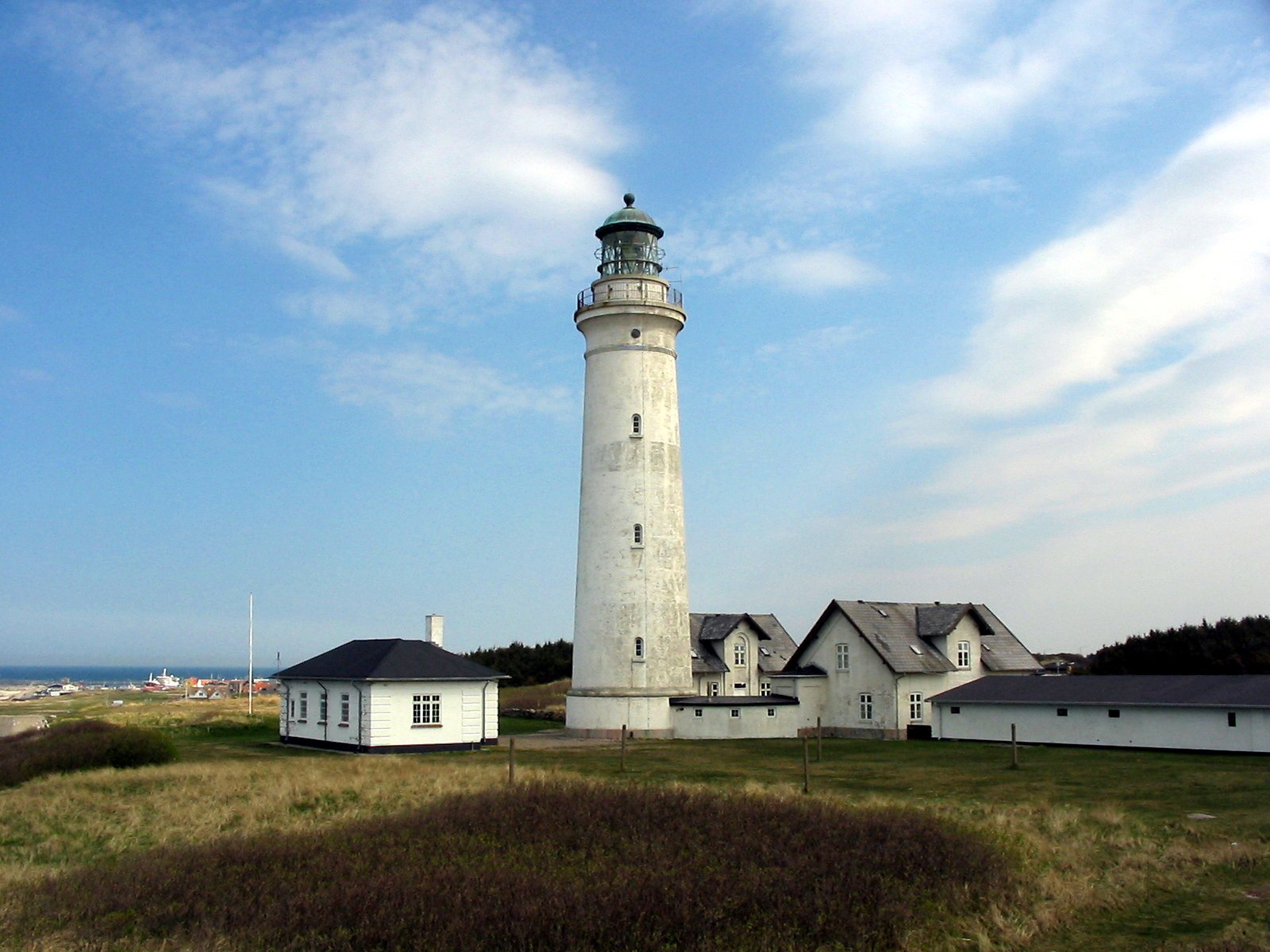
Latarnia morska

- duże Oceanarium Morza Północnego w Hirtshals
- lokalny oddział muzeum Vendsyssel
- schrony z okresu II wojny światowej z małym muzeum
- udostępniona zwiedzającym i służąca jako punkt widokowy latarnia morska
- rezerwat orłów, Fun-Park
- plaże
- galerie, ulice spacerowo-handlowe (60 tematycznych sklepów, 9 supermarketów), 20 kawiarni, hotele